# 1200 Micrograms
I 1200 Micrograms sono un supergruppo formatosi a Ibiza e attivo dal 1999.

## Formazione
- Riktam Matkin (GMS)
- Bansi Quinteros (GMS)
- Raja Ram (Shpongle)
- Chicago

## Discografia
- 1200 Micrograms (TIP World, 2002)
- Heroes of the Imagination (TIP World, 2003)
- The Time Machine (TIP World, 2004)
- Live in Brazil (TIP World, 2005)
- 1200 Micrograms Remixed (TIP World, 2006)
- Magic Numbers (TIP World, 2007)
- Gramology (EP) (TIP World, 2010)
- 96% (EP) (TIP World, 2012)
- A Trip Inside The Outside (EP) (Tip World, 2013)
- 1200 Mic's (Tip World, 2013)